# Association sportive Pirae
Maillots
L'AS Pirae est un club de football polynésien basé à Pirae, au nord-ouest de Tahiti. Le club a remporté onze Championnats de Polynésie française et neuf Coupes de Polynésie française. Il a disputé à deux reprises la Ligue des champions de l'OFC : en 2005, le club a atteint les demi-finales, puis la finale contre Auckland City FC, en 2006.
Il participe aussi régulièrement à la Coupe de France de Football.
De grands joueurs sont issus de ce club : Reynald Temarii, président de la Confédération du football d'Océanie de 2004 à 2010, et Marama Vahirua y a joué avant de se rendre à Nantes.
Le 31 décembre 2021, la FIFA officialise la participation de l'AS Pirae à la Coupe du Monde des clubs de la FIFA 2021 (jouée en 2022 en raison de la Pandémie de COVID-19) en raison du forfait des clubs Néo-Zélandais et Néo-Calédoniens. Une première pour un club Tahitien. Néanmoins, l'AS Pirae s'incline sur le score de 4 à 1 face à Al Jazira (UAE).

Ancien logo de l'AS Pirae.

## Palmarès
- Coupe du Monde des clubs de la FIFA :
  - Participation : 2021

- Ligue des champions de l'OFC :
  - Finaliste : 2006 et 2024

- Championnats de Polynésie française (12) :
  - Champion : 1989, 1991, 1993, 1994, 2001, 2003, 2006, 2014, 2020, 2021, 2022 et 2024

- Coupes de Polynésie française (11) :
  - Vainqueur : 1978, 1980, 1984, 1994, 1996, 2000, 2002, 2005, 2015, 2023, 2025

- Participations à la Coupe de France : 
  - 1990 à Nîmes 0-3
  - 1991 contre Avignon à Pater 0-4
  - 1993 contre Nancy à Pater 0-1
  - 1994 contre Epinal à Saint-Leu 0-2
  - 1995 contre Poitiers à Paea 2-6
  - 1997 contre Saint-Priest après prolongations 2-3
  - 1998 contre CFCO Ajaccio à Saint-Denis 0-3
  - 1999 contre Vannes à Pater 0-2
  - 2000 à Sète 3-5
  - 2002 à Agde après prolongations 1-3
  - 2015 contre Pontivy après prolongations 5-6

- Coupes des TOM (1) :
  - 2001 contre JS Baco à Nouméa (victoire)
  - 2003 contre Magenta à Nouméa (défaite)

- Coupes des DOM TOM (1) :
  - contre le Club Franciscain de la Martinique 1-0 (Naea Bennett)